# Bouznika
Bouznika (en àrab بوزنيقة, Būznīqa; en amazic ⴱⵓⵣⵏⵉⵇⴰ) és un municipi de la província de Benslimane, a la regió de Casablanca-Settat, al Marroc. Segons el cens de 2014 tenia una població total de 37.238 persones.

## Història
La ciutat forma part del territori de les tribus amazigues zenetes introduïdes al territori quan la dinastia almoràvit va conquistar la regió. En 1907, quan ela francesos van arribar a Casablanca, van prendre armes contra ells, però ho van fer sense convicció i van ser els primers en sotmetre's. Van ser part del grup Oulad Bou Rezq i ara són part del grup Chehaouna, que es divideix en 8 fraccions: Ouled Sidi Ali, Khalta, Oulad Hedjala, Ouled Maza, Berrada, Beni Meghith i Ghezouan. Els habitants també venen de Ziaida, una tribu dels amazics sanhaja molt hospitalaris amb els que havien fugit del Makhzen, era molt variada i no és estrany veure alguns d'ells reclamant ascendència àrab. La resta dels habitants provenen de la tribu àrab Banu Hilal, instal·lada pel almohades i els almoràvits el segle xii.